# Bibliotheca
De Bibliotheca (Grieks: Βιβλιοθήκη /bibliothèkè/) is een Grieks literair prozawerk geschreven door een zekere "Apollodorus", in de Oudheid abusievelijk toegeschreven aan Apollodorus van Athene. Sinds men tot de conclusie kwam dat het werk een andere auteur had, wordt deze wel omschreven als de Pseudo-Apollodorus of als Apollodorus de Mythograaf.
Het werk biedt een zakelijke en encyclopedische samenvatting van de traditionele mythologie van de Grieken, maar gaat wel terug op oude poëtische bronnen, zoals de epen van Homerus en de mythologische werken van Hesiodus. Het begint met een theogonie en behandelt vervolgens verschillende sagenkringen, inclusief die van de Trojaanse cyclus. Op grond van interne criteria kan men de Bibliotheca veeleer in de 1e of 2e eeuw na Chr. dateren.
De Bibliotheca is niet volledig in zijn oorspronkelijke vorm bewaard, maar breekt af met de sage van Theseus. Voor de verdere verhalen beschikken we enkel over twee samenvattingen van het werk uit de Byzantijnse tijd, die op het einde van de 19e eeuw herontdekt werden. In de moderne edities en vertalingen worden deze samenvattingen op het einde toegevoegd en dikwijls als één aaneensluitend geheel gepresenteerd. Daardoor biedt het werk in zijn huidige vorm ook voor een moderne lezer een goed praktisch overzicht van de Griekse mythologie.